# William Dampier
William Dampier (East Coker, 5 settembre 1651 – Londra, marzo 1715) è stato un pirata, esploratore ed osservatore scientifico inglese.
Dampier fu il primo navigatore a circumnavigare il globo tre volte, il primo inglese a guidare una spedizione in Australia.
Le sue opere hanno influenzato scrittori, esploratori e naturalisti.

## Biografia
Nel 1665 William Dampier diventò apprendista di un capitano mercantile a Weymouth. A un breve viaggio in Francia ne seguì uno più lungo a Terranova. Nel 1670 partì da Londra per Giava. Fu durante questo viaggio che iniziò a imparare l’arte della navigazione. Nel 1673 combatté nella Guerra d'Olanda per conto di Sir Edward Spragge a bordo della Royal Prince. Nel giugno 1674 arrivò in Giamaica, dove avrebbe dovuto occuparsi della piantagione Bybrook per conto del Colonnello William Helyar, ma a causa di dissapori con l’amministratore William Whaley fu costretto ad abbandonare l'isola.
Tra il 1675 e il 1678 lavorò in Honduras come boscaiolo insieme a diversi bucanieri che combatterono insieme a Henry Morgan. Durante questi anni ebbe modo di osservare la fauna locale, in particolare i colibrì e le sule. La sua descrizione dell’uragano che colpì la costa nel giugno 1676 è, secondo i meteorologi moderni, il primo rapporto esauriente di tale fenomeno.
Nell’agosto 1678 tornò a Londra, dove sposò Judith, dama di compagnia di Isabella FitzRoy, duchessa di Grafton.

### Primo viaggio intorno al mondo

Le isole Juan Fernández

Nel 1679 tornò in Giamaica per affari, e da qui si spostò in Nicaragua per commerciare con gli indiani Moskito. Più tardi nello stesso anno si unì a un gruppo di bucanieri guidato da Bartholomew Sharp e John Coxon dedito al saccheggio di navi e insediamenti spagnoli nella zona caraibica. 
Il gruppo decise di attaccare Portobelo nel gennaio 1680, per poi attraversare l'istmo di Darién per saccheggiare gli stabilimenti spagnoli lungo la costa pacifica. Durante il tragitto si unirono al gruppo il chirurgo Lionel Wafer e Basil Ringrose. A dicembre i bucanieri si ritirarono nelle Isole Juan Fernández, dove abbandonarono un indiano Moskito di nome William per poter scappare da un attacco spagnolo.
Nell’aprile 1681 un gruppo di cui Dampier e Wafer facevano parte, guidato dal capitano John Cook, si separò da Sharp per tornare nei Caraibi. Qui Dampier navigò con un nuovo gruppo di bucanieri fino al 1682 quando si recò nella baia di Chesapeake in Virginia. 
Nel 1683 si riunì al capitano John Cook e Wafer a bordo della Revenge per una nuova spedizione nel Pacifico. I bucanieri salparono nell'agosto di quell'anno verso le isole di Capo Verde. Durante una tempesta Dampier e un altro marinaio, John Smallbone, si arrampicarono sull’albero maestro e usarono le loro giacche al posto delle vele, per evitare che queste si strappassero a causa del forte vento. Al largo della costa occidentale africana i pirati catturarono una nave schiavista danese, che rinominarono Bachelor’s Delight.

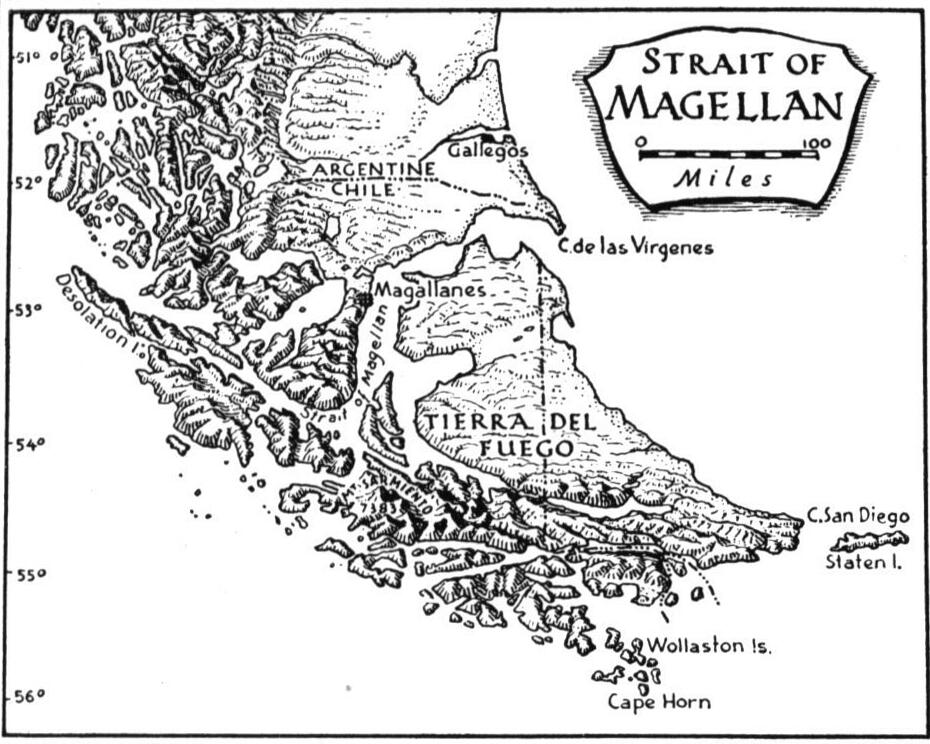
Lo Stretto di Magellano

A metà novembre i bucanieri partirono verso lo Stretto di Magellano, ma forti venti li costrinsero a cambiare rotta e passare Capo Horn nel febbraio 1684, a una latitudine di 60° 30’ Sud, battendo il record di 57° Sud stabilito da Francis Drake. A sud della costa cilena si unirono alla Nicholas, capitanata da John Eaton. A marzo approdarono alle isole di Juan Fernández dove ritrovarono il Moskito William. Dato che i forti spagnoli erano in allerta decisero di fare rotta per le isole Galápagos. Le descrizioni di Dampier furono il primo resoconto dettagliato della flora e della fauna delle isole.
A luglio i bucanieri arrivarono in Messico dove il capitano Cook morì e il comando venne così conferito ad Edward Davis. Davis e Eaton si divisero a settembre, e Dampier decise di partire con Davis verso il Perù. Al largo di Manabì i bucanieri si unirono a Charles Swan, capitano del Cygnet, con cui attaccarono diversi porti spagnoli per il resto del 1684. 
Nel 1685 i bucanieri unirono le forze con gli equipaggi dei capitani Grogniet, Lescuyer e Townley, portando il loro numero a quasi mille uomini, la più alta concentrazione di pirati mai registrata nel Pacifico. Forti di questi numeri decisero di attaccare la flotta tesoriera spagnola, ma fallirono.
Dopo questo evento i pirati si divisero e Dampier decise di imbarcarsi sul Cygnet per poter esplorare la costa nordoccidentale messicana. Qui Dampier esaminò il processo di essiccazione delle bacche di vaniglia e la produzione di cocciniglia. 
Dopo diverse incursioni fallite lungo la costa messicana il 31 marzo 1686 i bucanieri lasciarono terra per dirigersi verso le Indie orientali. Attraversato tutto il Pacifico, attraccarono a Guam dopo 51 giorni di navigazione. Qui il governatore fu costretto a fornire ai bucanieri acqua e viveri per proseguire il viaggio data l’inferiorità militare dell’isola.
Il 18 luglio i bucanieri raggiunsero Mindanao, dove rimasero fino a gennaio 1687. Dato che il capitano Swan non volle proseguire il viaggio, l'equipaggio si ammutinò ed il capitano e altri uomini vennero abbandonati sull'isola. 

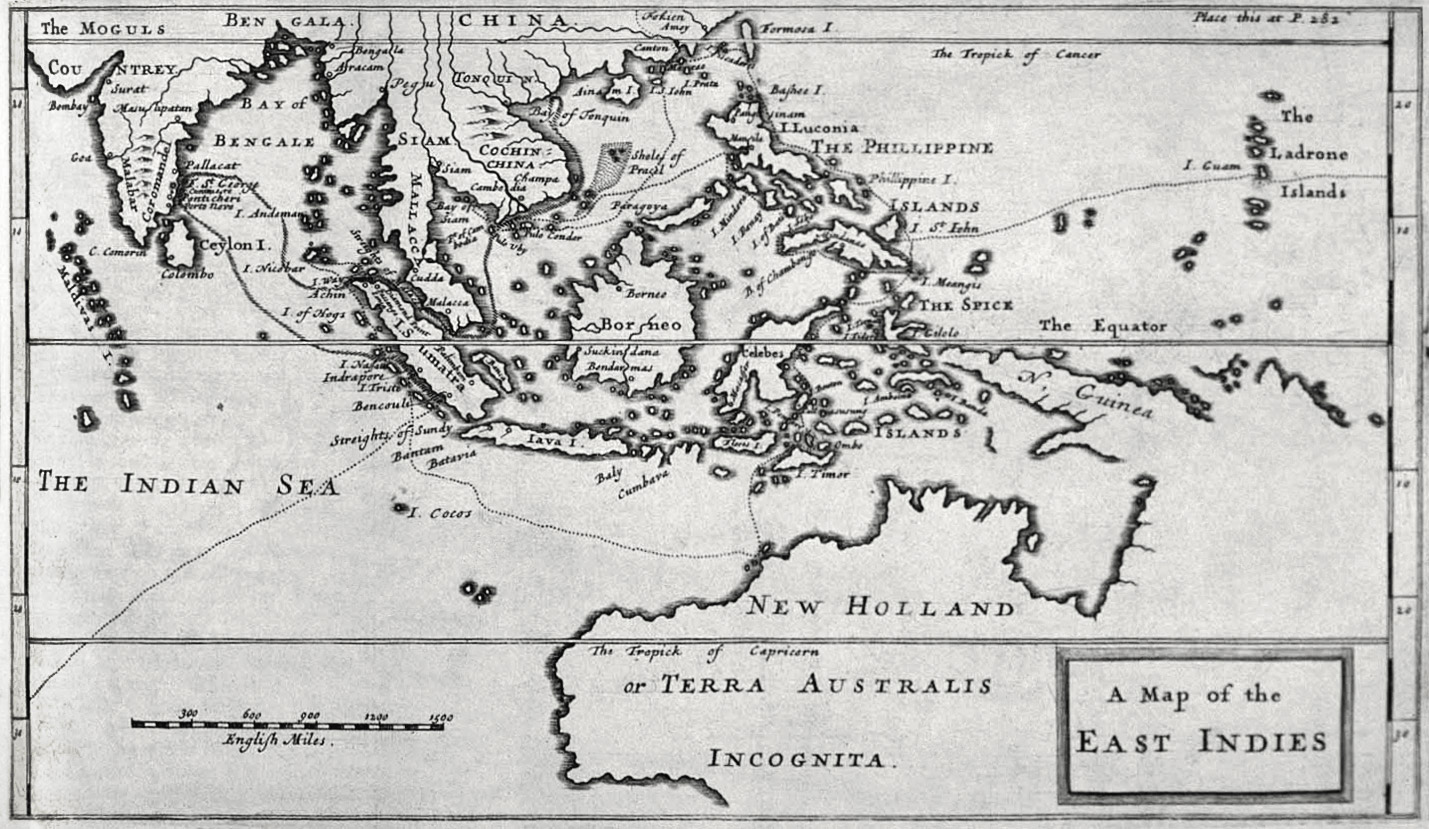
Una mappa delle Indie Orientali tratta da A New Voyage Round The World

Dampier ed i restanti membri proseguirono il viaggio verso le isole Côn Đảo, dove Dampier trovò conferma delle teorie sulla migrazione delle tartarughe marine che si era fatto nelle Galápagos. A giugno i pirati arrivarono nelle isole St John al largo di Hong Kong, dove Dampier rimase scioccato dalla pratica del Loto d'oro. Durante una tempesta che li portò nelle isole Penghu, tra la Cina e il Taiwan, Dampier notò un fuoco di sant'Elmo sull’albero maestro.
Il 4 gennaio 1688 i bucanieri arrivarono sulla costa nordoccidentale dell'Australia (nelle vicinanze di King Sound), diventando i primi britannici a raggiungere il continente australiano. Qui Dampier iniziò ad annotare le prime osservazioni sulla flora e la fauna locale, oltre a quelle sugli aborigeni. Dalle sue osservazioni sulle correnti teorizzò correttamente che la Nuova Guinea fosse divisa dall’Australia, contrariamente a quanto creduto fino ad allora.
A maggio Dampier ed altri sette compagni vennero lasciati su loro richiesta alle Isole Nicobare. Qui comprarono una canoa e si diressero verso l’isola di Sumatra, che raggiunsero in sei giorni. Da qui Dampier si spostò ad Aceh, dove salì a bordo della Curtana, diretta nel Tonchino in Vietnam, regione descritta per la prima volta in inglese da Dampier. Durante una malattia insegnò a un prete cattolico come preparare la polvere da sparo in cambio di cibo e cure.
Dopo varie esplorazioni del territorio nel settembre 1691 Dampier fece ritorno in Inghilterra passando per il Capo di Buona Speranza a bordo della Defence portando con sé i propri manoscritti.

### La spedizione Roebuck

Shark Bay

Grazie al successo del suo libro A New Voyage Round the World, pubblicato nel 1697, la Royal Society commissionò a Dampier un secondo libro, Voyages and Descriptions, in cui riportò le osservazioni fatte sugli Alisei e sulle correnti marine, mettendoli per la prima volta, e correttamente, in relazione. 
L’Ammiragliato, dopo pressioni da parte della Royal Society, finanziò Dampier per una spedizione in Australia, la prima dedicata sia alla scoperta scientifica che all’esplorazione da parte della Royal Navy.
Il 14 gennaio 1699 la HMS ''Roebuck'' salpò, fermandosi per rifornimenti prima a Tenerife e in seguito nelle isole di Capo Verde, dove Dampier teorizzò che solo gli uccelli dotati di lunghe code avrebbero potuto volare lunghe distanze, usando la coda come un timone.
Durante il tragitto verso Salvador Dampier castigò il tenente George Fisher perché sospettato di essere l’organizzatore di un complotto per ammutinarsi e uccidere Dampier. Una volta arrivati a Salvador Dampier fece mettere Fisher in cella, in attesa di una nave che lo avrebbe riportato in Inghilterra. Durante questa sosta Dampier usò per la prima volta il termine sottospecie per indicare quattro tipi di uccelli di palude.
Il 23 Aprile i marinai ripartirono verso l’Australia, decidendo di passare il Capo di Buona Speranza, dato che attraversare lo Stretto di Magellano sarebbe stato troppo pericoloso date le frequenti tempeste stagionali.
Il 7 agosto i marinai arrivarono in Australia, nella baia di Shark Bay. Da qui Dampier scese a terra e iniziò a raccogliere campioni delle varie piante osservate, quasi tutte sconosciute ai botanici dell’epoca.
Il 30 agosto si fermarono in quello che oggi è conosciuto come Dampier Archipelago, dove si scontrarono con gli aborigeni locali.
Avendo raccolto campioni sufficienti Dampier decise di spostarsi a Timor, per poter fare rifornimento in un forte olandese, per poi arrivare il primo gennaio 1700 sulle coste occidentali della Nuova Guinea. La descrizione di Dampier della popolazione e della natura dell’isola fu la prima mai pubblicata.
Il 24 marzo 1700 Dampier si rese conto di aver scoperto una nuova terra, che chiamò Nova Britannia.
Date le condizioni della Roebuck decise di non spingersi oltre e si diresse verso Giacarta, dove il 16 ottobre si unì a un convoglio diretto in Europa.
Il 23 febbraio 1701 si aprì una falla nella nave e l’equipaggio fu costretto ad abbandonarla e aspettare soccorsi sull'isola di Ascensione. Dampier e i suoi uomini vennero fatti salire a bordo della Canterbury il 3 aprile, e arrivarono a Londra nell'agosto 1701.
Una volta a terra Dampier scoprì di dover sostenere una corte marziale per difendersi dalle accuse di crudeltà e maltrattamenti di George Fisher.
Il processo si tenne nel giugno 1702 e Dampier fu giudicato colpevole dall'Ammiragliato, che lo condannò a pagare come multa lo stipendio degli ultimi tre anni.
Questo non fece diminuire la popolarità di Dampier nella comunità scientifica, e nel 1703 venne pubblicata la prima parte di A Voyage To New Holland.

### Il secondo viaggio intorno al mondo

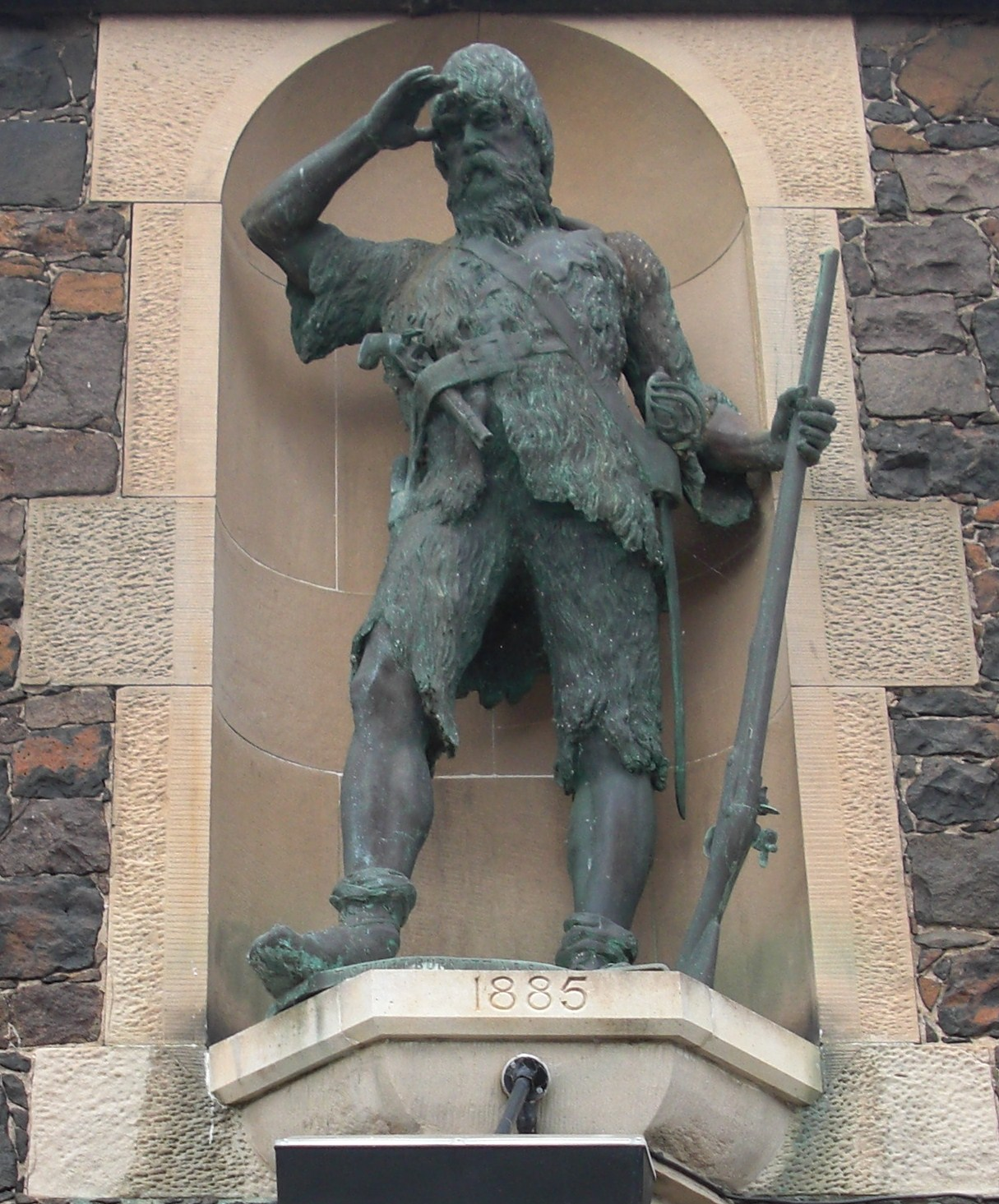
Statua di Alexander Selkirk

La guerra di successione spagnola era in corso, e l’11 settembre 1703 Dampier partì come comandante di una spedizione corsara per attaccare la flotta del tesoro spagnola nell’Atlantico, con le navi St George, capitanata da Dampier, e Cinque Ports, capitanata da Thomas Stradling e con Alexander Selkirk come quartiermastro.
Dopo alcuni attacchi infruttuosi le due navi riuscirono a catturare il vascello spagnolo Assumsion nel maggio 1704 e, dopo essersi divisi il bottino, i due capitani si separarono.
La St George subì molti danni durante lo scontro e la maggior parte dell’equipaggio si ammutinò nel gennaio 1705, lasciando Dampier sulla nave fallata. Al largo del Messico, Dampier riuscì ad abbordare una nave spagnola e ad abbandonare la St George, facendo rotta per Giacarta.
A Giacarta le autorità olandesi imprigionarono Dampier e la sua ciurma, per poi rilasciarli e trasportarli a Londra nel 1707.

### Il terzo viaggio intorno al mondo
Il 2 agosto 1708 Dampier venne ingaggiato come navigatore in una nuova spedizione corsara contro gli spagnoli a bordo della Duke, capitanata da Woodes Rogers, accompagnata dalla Duchess.
Grazie a un consiglio di Dampier, Rogers decise di passare Capo Horn nel gennaio 1709 piuttosto che attraversare lo Stretto di Magellano.
A febbraio i corsari attraccarono nelle isole Juan Fernández, dove salvarono Alexander Selkirk, abbandonato più di quattro anni prima su una delle isole dal capitano Stradling.
Il 21 dicembre catturarono un galeone di Manila, contenente beni per 150.000£.
Durante i due anni successivi navigarono verso l’Inghilterra, dove arrivarono nell’ottobre 1711.
A causa di dispute con gli azionisti della spedizione Dampier non ottenne la sua parte di bottino.
William Dampier morì nel marzo 1715.

## Influenze
- Daniel Defoe - L’opera e la vita di Dampier ispirarono alcuni dei suoi romanzi, tra cui Vita, avventure e piraterie del capitano Singleton, ma soprattutto le disavventure dell’indiano William e di Alexander Selkirk furono la base di Robinson Crusoe.
- Jonathan Swift - La descrizione di Dampier degli aborigeni australiani ha contribuito a quella del popolo degli Yahoo nel libro I viaggi di Gulliver. Gulliver stesso parla con affetto del “cugino Dampier”.
- Sia James Cook che Horatio Nelson raccomandarono la lettura di Voyages and Descriptions ai loro sottufficiali.
- Charles Darwin portò i libri di Dampier con sé sul Beagle.
- Le sue osservazioni (e quelle di William Funnell) durante le spedizioni sono menzionate più volte da Alfred Russel Wallace nel suo libro L'arcipelago malese, che le paragona a quelle da lui compiute un secolo dopo.[1]

## Opere
- (EN) A New Voyage Round the World, 1697.
- (EN) Voyages and Descriptions, 1699.
- (EN) A Voyage to New Holland (1ª parte), 1703.
- (EN) A Voyage to New Holland (2ª parte), 1709.